# Спитек Йордан
Спитек Вавжинець Йордан із Заклічина (1515 — 11 березня 1568, Могіляни коло Кракова) — польський шляхтич, державний діяч Королівства Польського, магнат. Меценат літератури, науки.

## Життєпис

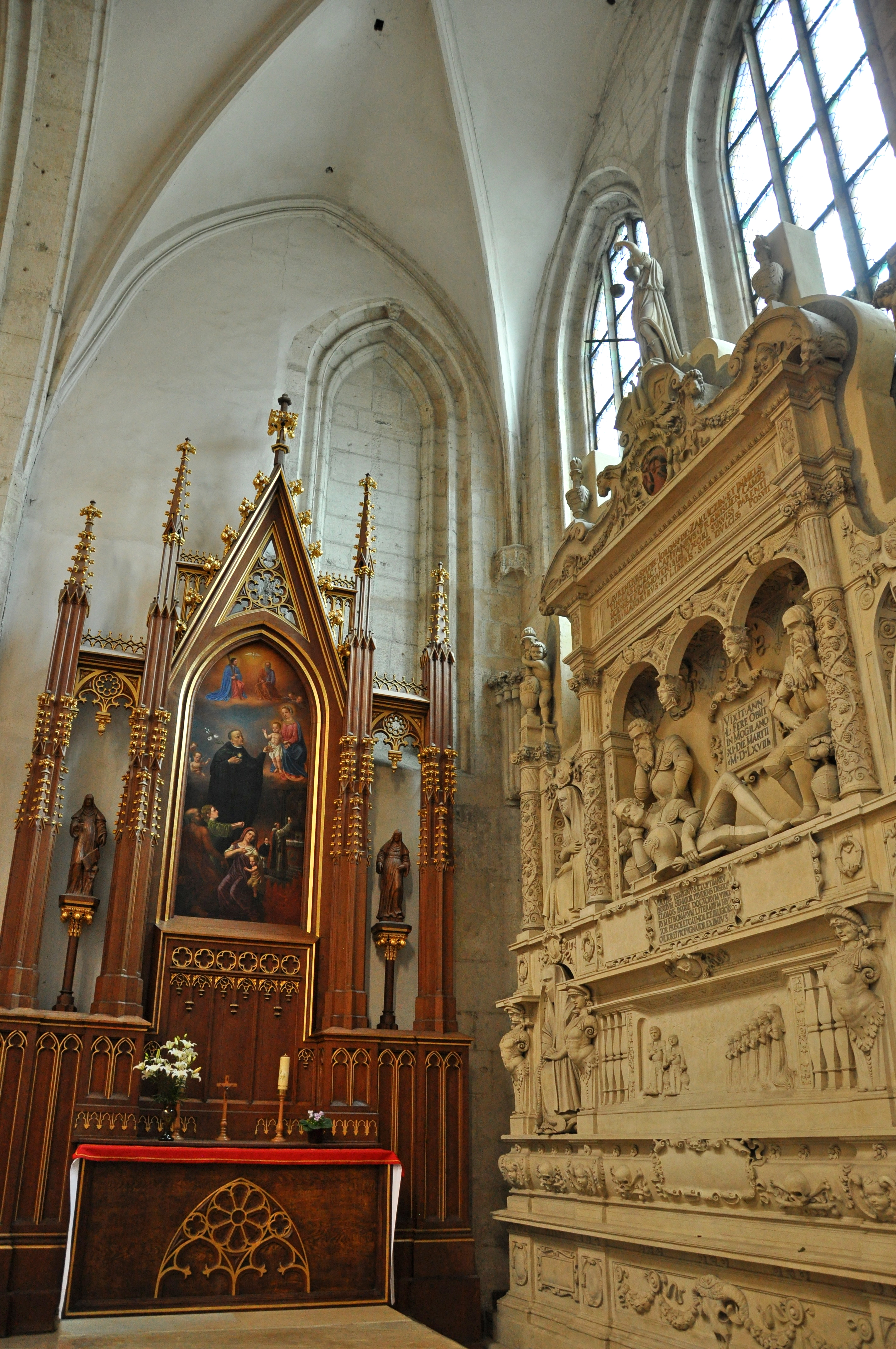
Надгробок С. В. Йордана (справа)

Батько — войницький каштелян Миколай Йордан, мати — його друга дружина Анна з Ярославських. Зведений брат — львівський староста, каштелян, воєвода руський Станіслав Одровонж. Виховували його через передчасну смерть батька матір та самбірський староста Станіслав Одровонж, старший брат Ян, який перестав бути опікуном 1535 року. 1549 року став сандецьким каштеляном, 1550 — підскарбієм великим коронним, 1555 — сандомирським воєводою, 1561 — краківським; краківський каштелян з 1565 року.
1551 року позичав гроші для найму жовнірів відбити напад молдавського господаря (воєводи) Іллі II Рареша. 1554 року король подарував королівщини Братковіце, Мровля, Сємєхув; тоді був старостою кам'янським, перемиським.
Талановитий фінансист, чим послуговувався король, за що надавав маєтності. Підтримував стосунки з різновірцями, зокрема, з віленським воєводою Миколою Христофором Радзивіллом «Чорним». 1555 року Жан Кальвін переконував його змінити обряд, також це робив Гайнріх Буллінґер.
Для порятунку слабкого здоров'я їздив до Італії — гарячі купелі в Кальдеро поблизу Верони, там отримав від родини померлого веронського маляра Джованні Франческо Карото ікону «Зняття з хреста». Була версія (виявилась помилковою), що це — ікона головного вівтаря в парафіяльному костелі Беча.
Був похований у родинній каплиці костелу св. Катерини на Казімєжу. Надгробок йому був виготовлений бл. 1603 року. За життя сприяв оздобленню цієї каплиці, де були поховані батьки, записав для неї фундуш.

## Сім'я
Був одружений з Анною зі Сенявських — донькою гетьмана короного, руського воєводи Миколая, мали 5 доньок. Дружина офіційно була католичкою, але не протидіяла кальвіністам. Діти:
- Ельжбета — дружина Станіслава Бонера, потім — жидачівського старости Миколая Ліґензи.[4]
- Анна — дружина Каспра Зебжидовського
- Маґдалєна — дружина Станіслава Ваповського,[5] потім Станіслава Собка із Сулєйова
- Барбара — дружина князя Петра Збаразького, потім Анджея Зборовського
- Зофія — дружина Самуеля Зборовського;[3] 1579 року теребовельський староста Якуб Претвич за дорученням короля допомагав Анні з Сенявських — вдові Йордана С. В. — посісти маєтки, забрані Самуелем Зборовським.[6]

Миколай Рей писав весною 1567 року своє «Zwiercadło» на його дворі в Моґілянах під Краковом, третю книгу «Життя поштивого чоловіка» завершив 30 вересня 1567 у «двірку війтівському» в Мисленицях. Кілька авторів присвячували йому свої твори.

## Маєтності
Дідичні володіння:
- «Мельштинський ключ»; включав Мельштин, засноване ним 1568 року місто Заклічин над Дунайцем на ґрунтах села Опатковіце, сусідні 17 сіл.
- «Мисленицький ключ», війтівство у Мислиницях, засноване ним у 1566 на 8 ланах ґрунтів села Малєйова місто Йорданув, 25 сіл від Мислиниць по котловину новоторзьку
- 7 сіл у Пілзненському повіті.

Володів кам'яницями: в Кракові на Ринку, в Казімєжу — при брамі Глиняній. Староства Чехувське, Кам'янське, інші королівщини.